# 沙恩·奥布赖恩
沙恩·奥布赖恩（英語：Shane O'Brien，1960年9月27日—），新西兰男子赛艇运动员。他曾代表新西兰参加1984年夏季奥林匹克运动会赛艇比赛，获得男子四人单桨无舵手金牌。